# Neomongoma
Neomongoma is een ondergeslacht van het geslacht van insecten Trentepohlia binnen de familie steltmuggen (Limoniidae).

## Soorten
Deze lijst van 7 stuks is mogelijk niet compleet.
- T. (Neomongoma) disjuncta (Alexander, 1913)
- T. (Neomongoma) fuscoterminalis (Alexander, 1949)
- T. (Neomongoma) mesonotalis (Alexander, 1949)
- T. (Neomongoma) pictipes (Alexander, 1979)
- T. (Neomongoma) sordidipennis (Alexander, 1943)
- T. (Neomongoma) suberecta (Alexander, 1939)
- T. (Neomongoma) zernyi (Alexander, 1942)